# 9505 Lohengrin
9505 Lohengrin (4131 T-2) là một tiểu hành tinh vành đai chính.